# Werner Jugold
Werner Jugold (* 3. Oktober 1925 in Chemnitz; † 16. Januar 1989 in Karl-Marx-Stadt) war Fußballspieler in Sachsen. Für den SC Motor Karl-Marx-Stadt spielte er von 1956 bis 1957 in der DDR-Oberliga, der höchsten Spielklasse des DDR-Fußball-Verbandes.

## Sportliche Laufbahn
Jugold begann seine fußballerische Laufbahn bei der SG Bernsdorf, die nach dem Zweiten Weltkrieg um die Chemnitzer Bezirksmeisterschaft spielte. 1954 wurde Jugold mit der Betriebssportgemeinschaft (BSG) Motor West Karl-Marx-Stadt (ehemals Chemnitz) Meister der Bezirksliga Karl-Marx-Stadt, die damit in die zweitklassige DDR-Liga aufstieg. Obwohl die BSG Motor West als Neuling einen beachtlichen 7. Platz unter 14 Mannschaften erreichte, stieg sie bereits nach einem Jahr wegen der Reduzierung der Ligamannschaften in die neu eingerichtete II. DDR-Liga ab. Die BSG hatte ein Torverhältnis von 23:29 erreicht, 18 Tore hatte allein Jugold erzielt und war damit Torschützenkönig seiner Mannschaft geworden. Im Herbst 1955 wurde im DDR-Fußballspielbetrieb eine Zwischenrunde ausgetragen, um ab 1956 nach dem Kalenderjahr-Rhythmus spielen zu können. In der II. DDR-Liga wurden 13 Runden absolviert, in denen Jugold mit elf Treffern erneut seine Torgefährlichkeit bewies.
Zur Saison 1956 hatte der Lokalrivale und DDR-Oberligist SC Motor Karl-Marx-Stadt gleich drei seiner Stammstürmer verloren und nahm dafür den erfolgreichen Torjäger Jugold in seine Oberligamannschaft auf. Am 5. Spieltag kam er in der Begegnung SC Turbine Erfurt – SC Motor Karl-Marx-Stadt (0:1) erstmals in der Oberliga zum Einsatz. Anschließend wurde er in allen Punktspielen der Saison eingesetzt und wurde mit sieben Torerfolgen auch beim SC Motor Torschützenkönig. Diesen Erfolg konnte er in der Spielzeit 1957 mit ebenfalls sieben Treffern wiederholen, obwohl er nur in 19 Punktspielen eingesetzt wurde. Seine Tore konnten jedoch den Abstieg in die I. DDR-Liga nicht verhindern. Dies nahm der 32-jährige Jugold zum Anlass, seine Laufbahn als Fußballspieler im Leistungsbereich nach 41 Oberligaspielen mit 14 Toren zu beenden.